# Amory
Amory – miasto w stanie Missisipi, w Stanach Zjednoczonych.

## Historia
Miasto było pierwszym powstałym według planów w stanie Missisipi. Rozwijająca się sieć połączeń kolejowych wymagała wybudowania stacji pośredniej pomiędzy Memphis w Tennessee i Birmingham w Alabamie. Przedsiębiorstwo przewoźnicze zainicjowała w 1887 rozwój osady, w której obsługiwano lokomotywy. Mieszkańcy pobliskiego Cotton Gin Port przeprowadzali się masowo do szybko rozwijającego się Amory.

## Geografia
Amory leży na wysokości 73 m n.p.m. Według danych United States Census Bureau miasto zajmuje powierzchnię 20,7 km², z czego 19,4 km² to ląd stały, a 1,3 km² obszary wodne (6,37% powierzchni).

### Transport
Amory przecinają następujące autostrady US 278, Mississippi Highway 6 oraz Mississippi Highway 25. Na miejscowej stacji kolejowej zatrzymują się pociągi następujących przewoźników: BNSF Railway, Alabama and Gulf Coast Railway oraz Mississippian Railway. Istnieje również transport rzeczny dzięki sieci Tennessee-Tombigbee Waterway.

## Gospodarka
Podstawowy przemysł w mieście obejmuje gałęzie związane z produkcją sprzętu sportowego, miazgi drzewnej, mebli i tekstyliów.

## Osobistości związane z miastem
- John Dye, aktor
- Gary Grubbs, aktor
- Hob Bryan, senator
- Lucille Bogan, muzyk bluesowy